# Psychoda parsivena
Psychoda parsivena är en tvåvingeart som beskrevs av Quate 1959. Psychoda parsivena ingår i släktet Psychoda och familjen fjärilsmyggor. Inga underarter finns listade i Catalogue of Life.